# كنيسة غريغوري إسطفان
كنيسة غريغوري إسطفان (بالفارسية: کلیسای گریگوری استفان) هي كنيسة أرمنية رسوليّة تاريخية تعود إلى سنة 1676م، وتقع في مدينة همدان.